# EA-Ski
Shon Adams, mais conhecido pelo seu nome artístico E-A-Ski, é um rapper e produtor americano de Oakland, Califórnia. No começo dos anos 1990 ele estava em um contrato com o selo No Limit Records de Master P, quando estava em Richmond, Califórnia. Ele serviu como um rapper e produtor para a gravadora, produzindo as primeiras gravações de Master P e também lançando um pouco de seu material. Em 1992 com seu parceiro DJ CMT ele lançou seu EP de estreia 1 Step Ahead of Yall. Ele também produziu várias faixas para os álbuns de Spice 1 Spice 1 e 187 He Wrote em 1992-1993. No meio da década de 1990 ele já havia deixado a No Limit e em 1995 contribuiu com uma canção para o filme Friday, "Blast If I Have To". Ele lançou um segundo EP em 1995 também intitulado Blast If I Have To.

## Discografia de produção de E-A-Ski e CMT[1]

### 1992
- Spice 1 - Spice 1
  - 03. "East Bay Gangster (Reggae)"
  - 07. "Young Nigga"
  - 14. "187 Pure"

- TRU - Understanding the Criminal Mind
  - 01. "Niggas From Calli"
  - 04. "Little Slut"
  - 08. "Im The Funkest"
  - 09. "I Wear A Bullet Proof Vest"
  - 10. "Understanding The Criminal Mind"
  - 11. "1-900-Crime"

### 1993
- Spice 1 - 187 He Wrote
  - 02. "Dumpin' Em In Ditches"
  - 11. "Runnin' Out Da Crackhouse"
  - 12. "Trigga Gots No Heart"
  - 14. "RIP"

### 1995
- Kam - Made in America
  - 03. "Pull Ya Hoe Card"
  - 10. "Who Ridin"

- Luniz - Operation Stackola
  -     - 06. "Playa Hata" (feat. Teddy)

- Master P - 99 Ways to Die
  - 05. "Bullets Gots No Name" (feat. E-A-Ski & Rally Ral)

### 1996
- Ice-T - VI – Return of the Real
  - 02. "Where The Shit Goes Down" (feat. E-A-Ski)

- Mr. Mike - Wicked Wayz
  - 01. "Intro"
  - 02. "Southwest" (feat. E-A-Ski)
  - 03. "G's Perspective"
  - 04. "Where Ya Love At"
  - 10. "Da Boogie Man"
  - 12. "Game Affiliation"

### 1997
- Crime Boss - Conflicts & Confusion
  - 02. "Conflicts & Confusion"
  - 03. "No Friends"
  - 06. "Back To The Streets"
  - 08. "What Does It Mean (To Be A Real Crime Boss)"
  - 09. "Close Range"
  - 10. "Please Stop"
  - 13. "Get Mine"

### 1998
- Ka'Nut - Look At Em Now
  - 03. "Reach Out And Touch Ya"
  - 05. "Aint Tha Nigga"
  - 06. "G-Slide"
  - 11. "Cant Catch Me"
  - 13. "How We Lay It Down"

- Ice Cube - War & Peace Vol. 1 (The War Disc)
  - 18. "Penitentiary"

- Jayo Felony - Whatcha Gonna Do?
  - 07. "Nitty Gritty"
  - 08. "Im Deadly"
  - 14. "Finna Shit On Em" (feat. Mack 10)
  - 15. "Hustle In My Genes"

### 2000
- Dual Committee - Dual Committee
  - 02. "Your Friends"
  - 03. "Cant Stop It"

- DenGee - DenGee Livin'
  - 02. "Break Bread" (feat. E-A-Ski)
  - 03. "Den & Gee"
  - 04. "Over Some Dope"
  - 06. "Lucy Turf Walker" (feat. Mr. Town)
  - 07. "Da Hustle" (feat. Sylk-E. Fyne)
  - 08. "Broken Glass" (feat. San Quinn & T-Pup)
  - 10. "Wig Split" (feat. Spice 1)
  - 11. "VIP Status"
  - 12. "Can't Wait" (feat. Sylk-E. Fyne, No The Piper & T-Pup)
  - 13. "Characters"
  - 14. "What Do You Want"
  - 15. "Palms, Elbows & Back Arms"

### 2002
- B-Legit - Hard 2 B-Legit
  - 05. "1 Dame" (feat. Harm)

- Yukmouth - United Ghettos of America
  - 06. "Da Lot"
  - 10. "Fuck Friendz"

### 2004
- Thug Lordz - In Thugz We Trust
  - 07. "Killa Cali" (feat. Spice 1)
  - 13. "21 Gun Salute"

### 2005
- Mistah F.A.B. - Son of a Pimp
  - 15. "N.E.W. Oakland" (feat. Bavgate & G-Stack)

### 2006
- San Quinn - The Rock: Pressure Makes Diamonds
  - 02. "Hell Yeah!" (feat. E-A-Ski & Allen Anthony)

- Dem Hoodstarz - Band-Aid & Scoot
  - 04. "How We Do" (feat. E-40 & Michael Marshall)

- Messy Marv - Draped Up & Chipped Out
  - 10. "Millionaire Gangstas"

- Messy Marv - Gettin That Guac
  - 04. "Here I" (feat. Selau)

- Bullys wit Fullys - The Infrastructure
  - 05. "So Hood" (feat. Clyde Carson)

### 2007
- The Frontline - Lock & Left
  - 00. All tracks except track 3

- B-Legit - Throwblock Muzic
  - 14. "Where Is This Going" (feat. Levitti)

- Too Short - I Love The Bay
  - 18. "Richmond"

- Turf Talk - West Coast Vaccine: The Cure
  - 05. "Super Star" (feat. Locksmith)

### 2010
- Locksmith - Frank the Rabbit
  - 00. All tracks

- Ice Cube - I Am the West
  - 18. "Pros vs Joes" (Faixa bônus)